# Archeometria
Archeometria (gr. archaíos – dawny, archē – początek, przyczyna, zasada, pierwiastek, metria – miara) – dziedzina badań archeologicznych mająca na celu potwierdzenie autentyczności, wieku, pochodzenia wykopalisk i obiektów archeologicznych oraz określenie technologii ich uzyskania na podstawie składu chemicznego.

## Badania
Archeometria dotyczy badań takich jak m.in.:
- badania geofizyczne;
- badania geologiczne;
- badania geomorfologiczne;
- badania mineralogiczne;
- badania chemiczne;
- badania fizyczne;
- badania biologiczne;
- badania genetyczne.

## Metody archeometrii
W archeometrii wykorzystywane są metody chemii analitycznej, a m.in. analiza węgla radioaktywnego (C-14) i archeomagnetyzm. Stosowane metody badań nie powinny przyczyniać się do uszkodzenia poznawanego obiektu.
W archeometrii stosowane są następujące metody analityczne:
- metoda spektroskopowa w podczerwonym, widzialnym oraz nadfioletowym zakresie widma;
- metoda fluorescencji i dyfrakcji rentgenowskiej;
- spektrometria mas jonów wtórnych;
- spektrometria Mössbauera;
- analiza aktywnej neutronowej;
- mikroskopia optycznej i elektronowej.

Przy określaniu wieku obiektu zastosowanie mają zazwyczaj metody izotopowe.
Metody archeometrii wykorzystywane są przy konserwacji zabytków.
W Polsce zagadnienia dotyczące zastosowań badań archeometrycznych zamieszczane są w czasopismach archeologicznych i specjalistycznych dotyczących odpowiednich dziedzin.
W Wielkiej Brytanii publikacje znajdują się w piśmie "Archeometry", natomiast w Stanach Zjednoczonych w "Journal of Archaeological Science".